# Nepal (zespół muzyczny)
Nepal – argentyński zespół thrash metalowy, powstały w Buenos Aires w 1984 roku. Rozpadł się w 2001 roku.
W swoich piosenkach mówili o takich tematach jak dyskryminacja, rasizm, wojna, ludobójstwo, prawa człowieka, ochrona środowiska i inne.
Po rozstaniu w 2001 r., założyciel zespołu, basista Beto Vázquez, rozpoczął projekt Beto Vázquez Infinity. 

## Członkowie zespołu

### Pierwotni członkowie
- Larry Zavala: wokal[6]
- Javier Bagalá: gitara[7]
- Beto Vázquez:gitara basowa[8]
- Marcelo Ponce:perkusja

### Inni członkowie
- Willie Urroz: wokal
- Raúl Jesaim: gitara
- Facundo Vega: perkusja
- Darío Galvan: perkusja

## Dyskografia

### Płyty studyjne
- 1993: Raza de traidores (Metal Command Records/NEMS Enterprises)[9]
- 1995: Ideología (Metal Command Records/NEMS Enterprises)[9]
- 1997: Manifiesto (NEMS Enterprises)[10]